# Ministère de la Culture (Grèce)
Le ministère de la Culture (en grec moderne : Υπουργείο Πολιτισμού) est le département ministériel du gouvernement de la République hellénique responsable de la préservation du patrimoine culturel et des arts.

## Historique

### Titre
Entre 1971 et 1985, le ministère porte le titre de « ministère de la Culture et de la Science » (Υπουργείο Πολιτισμού και Επιστημών), puis il prend jusqu'en 2009 le nom de « ministère de la Culture » (Υπουργείο Πολιτισμού). À partir de là, il constitue pendant trois ans le « ministère de la Culture et du Tourisme » (Υπουργείο Πολιτισμού και Τουρισμού).
Il est réuni en 2012 puis en 2015 au ministère de l'Éducation et des Affaires religieuses (el). Il reprend son autonomie en 2013 et en 2015, chaque fois en tant que « ministère de la Culture et des Sports » (Υπουργείο Πολιτισμού και Αθλητισμού). Depuis le 27 juin 2023, la dénomination officielle est « ministère de la Culture », le secrétariat général des Sports ne figurant plus dans le portefeuille ministériel.

### Titulaires
| Nom                                                     | Nom                             | Mandat            | Mandat            | Parti  | Gouvernement                 |
| ------------------------------------------------------- | ------------------------------- | ----------------- | ----------------- | ------ | ---------------------------- |
| Ministre de la Culture et de la Science                 |                                 |                   |                   |        |                              |
|                                                         | Konstantínos Panagiotákis       | 26 août 1971      | 25 novembre 1973  | Aucun  |                              |
|                                                         | Dimítrios Tsákonas (el)         | 25 novembre 1973  | 24 juillet 1974   | Aucun  |                              |
|                                                         | Konstantínos Tsátsos            | 24 juillet 1974   | 9 octobre 1974    | ERE    |                              |
|                                                         | Ioánnis M. Panagiotópoulos (el) | 9 octobre 1974    | 21 novembre 1974  | Aucun  |                              |
|                                                         | Konstantínos Trypánis (el)      | 21 novembre 1974  | 28 novembre 1977  | ND     |                              |
|                                                         | Geórgios Plytás (el)            | 28 novembre 1977  | 25 septembre 1978 | ND     |                              |
|                                                         | Dimítrios Niánias (el)          | 25 septembre 1978 | 10 mai 1980       | ND     |                              |
|                                                         | Andréas Andrianópoulos (el)     | 10 mai 1980       | 21 octobre 1981   | ND     |                              |
|                                                         | Mélina Merkoúri                 | 21 octobre 1981   | 26 juillet 1985   | PASOK  | Andréas Papandréou I         |
| Ministre de la Culture                                  |                                 |                   |                   |        |                              |
|                                                         | Mélina Merkoúri                 | 26 juillet 1985   | 2 juillet 1989    | PASOK  | Andréas Papandréou II        |
|                                                         | Ánna Benáki-Psaroúda            | 2 juillet 1989    | 7 juillet 1989    | ND     | Tzannetákis                  |
|                                                         | Geórgios Mylonás (el)           | 7 juillet 1989    | 23 novembre 1989  | Aucun  | Tzannetákis Grívas           |
|                                                         | Sotíris Koúvelas (el)           | 23 novembre 1989  | 13 février 1990   | ND     | Zolótas                      |
|                                                         | Geórgios Mylonás (el)           | 13 février 1990   | 11 avril 1990     | Aucun  | Zolótas                      |
|                                                         | Tzannís Tzannetákis             | 11 avril 1990     | 8 août 1991       | ND     | Konstantínos Mitsotákis      |
|                                                         | Ánna Benáki-Psaroúda            | 8 août 1991       | 7 décembre 1992   | ND     | Konstantínos Mitsotákis      |
|                                                         | Dóra Bakoyánni                  | 7 décembre 1992   | 13 octobre 1993   | ND     | Konstantínos Mitsotákis      |
|                                                         | Mélina Merkoúri                 | 13 octobre 1993   | 6 mars 1994       | PASOK  | Andréas Papandréou III       |
|                                                         | Thános Mikroútsikos             | 16 mars 1994      | 22 janvier 1996   | PASOK  | Andréas Papandréou III       |
|                                                         | Stavros Bénos (el)              | 22 janvier 1996   | 25 septembre 1996 | PASOK  | Simítis I                    |
|                                                         | Evángelos Venizélos             | 25 septembre 1996 | 19 février 1999   | PASOK  | Simítis II                   |
|                                                         | Elisábet Papazói (el)           | 19 février 1999   | 13 avril 2000     | PASOK  | Simítis II                   |
|                                                         | Theódoros Pángalos              | 13 avril 2000     | 20 novembre 2000  | PASOK  | Simítis III                  |
|                                                         | Evángelos Venizélos             | 20 novembre 2000  | 10 mars 2004      | PASOK  | Simítis III                  |
|                                                         | Kóstas Karamanlís               | 10 mars 2004      | 15 février 2006   | ND     | Kóstas Karamanlís I          |
|                                                         | Geórgios Voulgarákis (el)       | 15 février 2006   | 22 septembre 2007 | ND     | Kóstas Karamanlís I          |
|                                                         | Michális Liápis (el)            | 22 septembre 2007 | 7 janvier 2009    | ND     | Kóstas Karamanlís II         |
|                                                         | Antónis Samarás                 | 7 janvier 2009    | 7 octobre 2009    | ND     | Kóstas Karamanlís II         |
| Ministre de la Culture et du Tourisme                   |                                 |                   |                   |        |                              |
|                                                         | Pávlos Geroulános               | 7 octobre 2009    | 17 mai 2012       | PASOK  | Giórgos Papandréou Papadímos |
|                                                         | Tatiána Karapanagióti (el)      | 17 mai 2012       | 20 juin 2012      | Aucun  | Pikramménos                  |
| Ministre de la Culture et des Sports                    |                                 |                   |                   |        |                              |
|                                                         | Pános Panagiotópoulos           | 25 juin 2013      | 9 juin 2014       | ND     | Samarás                      |
|                                                         | Konstantínos Tasoúlas           | 9 juin 2014       | 27 janvier 2015   | ND     | Samarás                      |
| Ministre de la Culture, de l'Éducation et des Religions |                                 |                   |                   |        |                              |
|                                                         | Aristídis Baltás                | 27 janvier 2015   | 28 août 2015      | SYRIZA | Tsípras I                    |
|                                                         | Angelikí-Effrosýni Kiáou        | 28 août 2015      | 23 septembre 2015 | Aucun  | Thánou                       |
| Ministre de la Culture et des Sports                    |                                 |                   |                   |        |                              |
|                                                         | Aristídis Baltás                | 23 septembre 2015 | 4 novembre 2016   | SYRIZA | Tsípras II                   |
|                                                         | Lydía Koniórdou                 | 4 novembre 2016   | 28 août 2018      | SYRIZA | Tsípras II                   |
|                                                         | Myrsíni Zorbá                   | 28 août 2018      | 9 juillet 2019    | SYRIZA | Tsípras II                   |
|                                                         | Lína Mendóni                    | 9 juillet 2019    | 25 mai 2023       | Aucun  | K. Mitsotákis I              |
|                                                         | Giórgos Koumentákis             | 26 mai 2023       | 27 juin 2023      | Aucun  | Sarmás                       |
|                                                         | Lína Mendóni                    | 27 juin 2023      | En fonction       | Aucun  | K. Mitsotákis II             |